# Баковецкий, Дмитрий Андреевич
Дмитрий Андреевич Баковецкий — советский хозяйственный и политический деятель.

## Биография
Родился в 1910 году на станции Балта. Член КПСС.
Окончил Харьковский институт инженеров железнодорожного транспорта.
С 1926 года — котельщик, помощник машиниста депо ст. Бирзула, дежурный по станции Жмеринка, заместитель начальника, начальник ст. Греганы Жмеринского отделения, зам. нач. Гайворонского эксплуатационного района, заместитель начальника службы движения ст. Гайворон, начальник станции Дарница, начальник Шепетовского отделения Службы движения ЮЗЖД.
В 1937—1943 — начальник отделения, начальник службы движения, заместитель начальника, начальник Ашхабадской железной дороги.
В 1943—1944 — уполномоченный НКПС СССР при 1-м Белорусском фронте.
В 1944—1946 — начальник Кишинёвской железной дороги.
В 1946—1949 — начальник Томской железной дороги.
В 1949—1972 — заместитель начальника Главного управления движения МПС СССР.
Умер в 1983 году в Москве.

## Награды
- Орден Ленина (дважды)
- Орден Трудового Красного Знамени (дважды)
- Орден Знак Почёта (дважды)